# SerCon
Die SerCon GmbH (Service-Konzepte für Informations-Systeme GmbH) war ein deutsches IT-Dienstleistungsunternehmen und eine hundertprozentige Tochtergesellschaft der IBM Deutschland GmbH.
Die SerCon GmbH (der Name ist ein aus den engl. Begriffen Service und Consulting gebildetes Akronym) wurde 1992 als ein Gemeinschaftsunternehmen der IBM Deutschland GmbH (Anteil von 46 %), der Ploenzke AG (17 %), der Softlab GmbH (17 %) und der Computer Task Group Inc. (17 %) gegründet. Seit 1994 war die IBM Deutschland GmbH Alleingesellschafterin.
Hauptsitz des Unternehmens war zunächst Böblingen, später Ehningen. Darüber hinaus verfügte die SerCon GmbH über eine niedrige zweistellige Anzahl weiterer Niederlassungen im Bundesgebiet. 
Das Unternehmen erzielte im Jahr 2006 mit ca. 800 Mitarbeitern einen Umsatz von ca. 110 Mio. Euro (Zahlen lt. Lünendonk-Liste 2007).
Zum 30. Juni 2008 hat die SerCon GmbH das operative Geschäft eingestellt. Mitarbeiter, Führungskräfte und Geschäftsführung sind in verschiedene – teilweise neugegründete – deutsche IBM-Gesellschaften gewechselt. Rechte und Pflichten der zu diesem Zeitpunkt laufenden Kundenverträge verbleiben bei der weiterhin existierenden SerCon GmbH. Alle Neuverträge, Vertragsverlängerungen oder -erweiterungen werden ab sofort durch die IBM Deutschland GmbH verhandelt und kontrahiert. 